# Guardiola de Berguedà
Guardiola de Berguedà és un municipi de la comarca del Berguedà, situat a l'Alt Berguedà. El nucli urbà de Guardiola de Berguedà es troba a l'aiguabarreig del riu Bastareny al riu Llobregat. A l'extrem nord-occidental del terme hi ha l'enclavament de Gréixer, separat pel municipi de Bagà. Anomenat inicialment Guardiola de Berga, va canviar el nom el 1981.

## Geografia
- Llista de topònims de Guardiola de Berguedà (Orografia: muntanyes, serres, collades, indrets..; hidrografia: rius, fonts...; edificis: cases, masies, esglésies, etc).

Està situat al final de la vall del riu Bastareny, al seu aiguabarreig amb el riu Llobregat. Al nord de l'Alt Berguedà, a la província de Barcelona i a una altitud de 720 metres.

### Límits administratius
Limita amb els següents municipis, pel:
|      | Guardiola de Berguedà (matriu)                       | Enclavament de Gréixer                    |
| Nord | Bagà                                                 | Urús, Riu de Pendís i Bellver de Cerdanya |
| Est  | Castellar de n'Hug i La Pobla de Lillet              | Bagà                                      |
| Sud  | Sant Julià de Cerdanyola, La Nou de Berguedà i Cercs | Bagà                                      |
| Oest | Vallcebre i Gisclareny                               | Bagà                                      |

### Altituds
|             | Guardiola de Berguedà (matriu)                                        | Guardiola de Berguedà (matriu) | Enclavament de Gréixer                            | Enclavament de Gréixer |
| Lloc        | Altitud (m)                                                           | Lloc                           | Altitud (m)                                       |                        |
| Cota màxima | Fontetes de Pardinella a Puigllançada, al nord                        | 2275                           | Penyes Altes de Moixeró, al nord                  | 2275,9                 |
| Cota mínima | Congost del riu Llobregat prop del Torrent de la frau, a l'extrem sud | 650                            | Estret de Malfrau del riu Gréixer, a l'extrem sud | 945                    |

## Història
Aquest municipi es va crear amb el nom de "Guardiola de Berga" per Decret de Govern de la Generalitat de Catalunya de 22 d'octubre de 1936 amb la fusió del municipi de Brocà i el municipi de Cerdanyola.  La fusió va ser ratificada a I'any 1942.
Pel municipi de Brocà es va agregar Brocà i els seus agregats de Gavarrós i Grèixer, i pel municipi de Sant Julià de Cerdanyola es va agregar Cerdanyola i els seus annexes de Sant Llorenç, El Collet i Torre de Foix.
Sant Julià de Cerdanyola es va tornar a desagregar de Guardiola de Berguedà per Decret de la Generalitat de Catalunya de 28 de juny de 1993, restant part del seu municipi antic amb els seus annexes a Guardiola de Berguedà.

## Administració
| Període     | Alcalde o alcaldessa   | Partit polític                                       | Data de possessió | Observacions |
| ----------- | ---------------------- | ---------------------------------------------------- | ----------------- | ------------ |
| 1979–1983   | Ignasi Costa Amills    | Independents                                         | 19/04/1979        | --           |
| 1983–1987   | Ignasi Costa Amills    | Independents                                         | 28/05/1983        | --           |
| 1987–1991   | Ignasi Costa Amills    | Independents                                         | 30/06/1987        | --           |
| 1991–1995   | Ignasi Costa Amills    | Independents                                         | 15/06/1991        | --           |
| 1995–1999   | Ignasi Costa Amills    | Independents                                         | 17/06/1995        | --           |
| 1999–2003   | Ignasi Costa Amills    | PSC                                                  | 03/07/1999        | --           |
| 2003–2007   | Montserrat Ribera Puig | CIU                                                  | 14/06/2003        | --           |
| 2007–2011   | Montserrat Ribera Puig | CIU                                                  | 16/06/2007        | --           |
| 2011–2015   | Montserrat Ribera Puig | CIU                                                  | 11/06/2011        | --           |
| 2015–2019   | Josep Lara Tristante   | Junts per Catalunya ´                                | 13/06/2015        | --           |
| 2019-2023   | Josep Lara Tristante   | Junts per Catalunya                                  | 15/06/2019        | --           |
| Des de 2023 | Ferran Sayes Jato      | Associació d'Electors de Guardiola de Berguedà Ad'EG | 17/06/2023        | --           |

## Demografia
| Entitat de població        | Habitants (2023) |
| Guardiola de Berguedà      | 922              |
| les Cases Noves del Collet | 17               |
| Font: Idescat              |                  |

| 1497 f | 1515 f | 1553 f | 1717 | 1787 | 1857  | 1877 | 1887 | 1900 | 1910 |
| ------ | ------ | ------ | ---- | ---- | ----- | ---- | ---- | ---- | ---- |
| 16     | 14     | 17     | 271  | 373  | 1.095 | 796  | 666  | 589  | 702  |

| 1920  | 1930  | 1940  | 1950  | 1960  | 1970  | 1981  | 1990  | 1992  | 1994  |
| ----- | ----- | ----- | ----- | ----- | ----- | ----- | ----- | ----- | ----- |
| 1.041 | 1.336 | 1.152 | 1.334 | 1.936 | 1.848 | 1.392 | 1.227 | 1.280 | 1.280 |

| 1996  | 1998  | 2000  | 2002 | 2004 | 2006 | 2008 | 2010  | 2012 | 2014 |
| ----- | ----- | ----- | ---- | ---- | ---- | ---- | ----- | ---- | ---- |
| 1.014 | 1.003 | 1.013 | 964  | 945  | 931  | 982  | 1.024 | 998  | 937  |

| 2016 | 2018 | 2020 | 2022 | 2024 | 2026 | 2028 | 2030 | 2032 | 2034 |
| ---- | ---- | ---- | ---- | ---- | ---- | ---- | ---- | ---- | ---- |
| 897  | 887  | 941  | 918  | 953  | -    | -    | -    | -    | -    |

El primer cens és del 1945 després de la fusió de Brocà i de Sant Julià de Cerdanyola que es va desagregar el 1993.

## Comunicacions
El nucli urbà es troba, per carretera C-16 Eix del Llobregat a 16,6 km de Berga i a 31,4 km de Puigcerdà, on es pot arribar a través del Túnel del Cadí (la boca sud es troba al terme municipal de Guardiola de Berguedà).

## Llocs d'interès
- Monestir benedictí de Sant Llorenç, romànic
- Cap del Pont
- Mina de Petroli de Riutort